# Bony del Fener Gran
El Bony del Fener Gran és una muntanya de 1.918,8 metres d'altitud del terme municipal de Baix Pallars, a la comarca del Pallars Sobirà. Pertany al territori de l'antic terme de Baén.
És a l'extrem nord del terme i del poble de Baén, gairebé al límit municipal. De fet, el termenal passa, fent un angle per salvar la muntanya, pels seus vessants nord-oest, nord i nord-est. Es troba a ponent de la Punta Barruera i al nord-oest del Bony de Mollet; totes dues muntanyes són, de fet, contraforts del Bony del Fener Gran.